# Sebastián Molano
Juan Sebastián Molano Benavides (Paipa, 4 november 1994) is een Colombiaans wielrenner die anno 2021 rijdt voor UAE Team Emirates.

## Baanwielrennen

### Palmares
| Jaar | P-AK                          |
| ---- | ----------------------------- |
| 2013 | Ploegenachtervolging          |
| 2014 | Omnium · Ploegenachtervolging |

## Wegwielrennen

### Overwinningen
2014
1e etappe Ronde van Colombia, Beloften
2016
2e etappe Ronde van Madrid
4e etappe Ronde van Colombia
2017
3e en 5e etappe Ronde van Alentejo
2018
 Pan-Amerikaans kampioen op de weg, Elite
2e en 3e etappe Ronde van Xingtai
2e etappe Ronde van China I
Eind- en puntenklassement Ronde van China I
1e etappe Ronde van China II
1e en 2e etappe Ronde van het Taihu-meer
Puntenklassement Ronde van het Taihu-meer
2019
3e etappe Tour Colombia
2020
2e, 3e en 5e etappe Tour Colombia
Puntenklassement Tour Colombia
2021
2e en 4e etappe Ronde van Burgos
Puntenklassement Ronde van Burgos
1e en 2e etappe Ronde van Sicilië
Puntenklassement Ronde van Sicilië
2022
4e etappe Boucles de la Mayenne
21e etappe Ronde van Spanje
2023
4e etappe Ronde van de Verenigde Arabische Emiraten
GP de Denain
1e etappe Ronde van Burgos
12e etappe Ronde van Spanje
2024
2e etappe CRO Race
2025
Classic Brugge-De Panne
5e etappe Ronde van Hongarije
Puntenklassement Ronde van België

### Resultaten in voornaamste wedstrijden
| Jaar | Ronde van Italië | Ronde van Frankrijk | Ronde van Spanje |
| ---- | ---------------- | ------------------- | ---------------- |
| 2015 |                  |                     |                  |
| 2016 |                  |                     |                  |
| 2017 |                  |                     | 152e             |
| 2018 |                  |                     |                  |
| 2019 | opgave           |                     | 143e             |
| 2020 | opgave           |                     |                  |
| 2021 | 126e             |                     | opgave           |
| 2022 |                  |                     | 126e (1)         |
| 2023 |                  |                     | 147e (1)         |
| 2024 | 125e             |                     |                  |
| 2025 |                  |                     |                  |

| Jaar | Milaan-San Remo | Gent-Wevelgem | Parijs-Roubaix | Amstel Gold Race | Classic Brugge-De Panne |  | WK op de weg |  | Wereldranglijsten |
| ---- | --------------- | ------------- | -------------- | ---------------- | ----------------------- |  | ------------ |  | ----------------- |
| 2015 | opgave          |               |                |                  |                         |  |              |  |                   |
| 2016 |                 |               |                |                  |                         |  |              |  |                   |
| 2017 |                 |               |                |                  |                         |  | opgave       |  |                   |
| 2018 |                 |               |                |                  |                         |  |              |  | 228e (UWR)        |
| 2019 |                 |               |                |                  |                         |  | opgave       |  | 2235e (UWR)       |
| 2020 |                 |               |                |                  |                         |  |              |  |                   |
| 2021 |                 |               |                |                  |                         |  | opgave       |  |                   |
| 2022 |                 |               | 106e           | opgave           |                         |  | opgave       |  |                   |
| 2023 |                 |               |                |                  | 9e                      |  | opgave       |  |                   |
| 2024 |                 | opgave        | 76e            |                  | 7e                      |  |              |  |                   |
| 2025 |                 | opgave        | opgave         |                  | ↑                       |  |              |  |                   |

## Ploegen
- 2015 –  Colombia
- 2016 –  Manzana Postobón Team
- 2017 –  Manzana Postobón Team
- 2018 –  Manzana Postobón Team
- 2019 –  UAE Team Emirates
- 2020 –  UAE Team Emirates
- 2021 –  UAE Team Emirates
- 2022 –  UAE Team Emirates
- 2023 –  UAE Team Emirates
- 2024 –  UAE Team Emirates
- 2025 –  UAE Team Emirates

Ávila · Cano · Castiblanco · Díaz · Duarte · Duque · Martínez · Molano · Pantoja · Paredes · Pedraza · Quintero · B.Ramírez · C.Ramírez · Rubiano · Sarmiento · Torres · Valencia · Barón (stagiair)
Aguirre · Betancur · Bohórquez · Goikoetxea · Higuita · Molano · Muñoz · Osorio · Paredes · Parra · Restrepo · Reyes · Sierra · Suaza · Suesca · Villegas
Aguirre · Amador · Bohórquez · Bol · García · Higuita · Molano · Orjuela · Osorio · Paredes · Piedra · Reyes · Sierra · Suaza · Vilela · Villegas · Chía (stagiair) · Rivera (stagiair) · Ruiz (stagiair)
Aguirre · Amador · Bohórquez · Bol · Duarte · García · Higuita · Molano · Orjuela · Osorio · Paredes · Parra · Reyes · Sierra · Suaza · Vilela · Villegas
Aru · Bohli · Bystrøm · Consonni · Conti · Costa · Đurasek · Ferrari · Gaviria · Henao · Kristoff · Laengen · Marcato · Martin · Mirza · Molano · Mori · Muñoz · I. Oliveira · R. Oliveira · Petilli · Philipsen · Pogačar · Polanc · Ravasi · Raboesjenka · Sutherland · Troia  · Ulissi
Ardila · Aru · Bjerg · Bohli · Bystrøm · Conti · Costa · Covi · De la Cruz · Dombrowski · Formolo · Gaviria · Henao · Kristoff · Laengen · Marcato · McNulty · Mirza · Molano · Muñoz · I. Oliveira · R. Oliveira · Philipsen · Pogačar · Polanc · Ravasi · Raboesjenka · Richeze · Troia · Ulissi
Ardila · Ayuso (vanaf 15 juni) · Bjerg · Bystrøm · Conti · Costa · Covi · De la Cruz · Dombrowski · Fisher-Black (vanaf 14 juli) · Formolo · Gaviria · Gibbons · Hirschi · Kristoff · Laengen · Majka · Marcato · McNulty · Mirza · Molano · Muñoz · I. Oliveira · R. Oliveira · Pogačar · Polanc · Raboesjenka · Richeze · Trentin · Troia · Ulissi· Groß (stagiair)
Ackermann · Almeida · Ardila · Ayuso · Bennett · Bjerg · Brunel (tot 2/6) · Costa · Covi · Fisher-Black · Formolo · Gaviria · Gibbons · Groß · Hirschi · Hodeg · Laengen · Majka · McNulty · Mirza · Molano · I. Oliveira · R. Oliveira · Pogačar · Polanc · Richeze · Soler · Suter · Trentin · Troia · Ulissi · Andersen (stagiair) · Kluckers (stagiair) · Knight (stagiair)
Ackermann · Almeida · Ayuso · Bax · Bennett · Bjerg · Christen (vanaf 1/8) · Covi · Fisher-Black · Formolo · Gibbons · Groß · Großschartner · Hirschi · Hodeg · Laengen · Majka · McNulty · Molano · Novak · I. Oliveira · R. Oliveira · Pogačar · Polanc (tot 15/5) ·  Soler · Trentin · Ulissi · Vine · Vink · Wellens · Yates · Glivar (stagiair)
Almeida · Arrieta · Ayuso · Baroncini · Bax · Bjerg · Christen · Covi · del Toro · Fisher-Black · Großschartner · Hirschi · Hodeg · Laengen · Majka · McNulty · Molano · Morgado · Novak · I. Oliveira · R. Oliveira · Pogačar · Politt · Sivakov · Soler · Ulissi · Vine · Vink · Wellens · Yates